# Chủ tịch Chính phủ Nhân dân Khu tự trị dân tộc Hồi Ninh Hạ
Chủ tịch Chính phủ Nhân dân Khu tự trị dân tộc Hồi Ninh Hạ (Tiếng Trung Quốc: 宁夏回族自治区人民政府主席, Bính âm Hán ngữ: Níng Xià Huízú Zìzhìqū Rénmín Zhèngfǔ Zhǔxí, Ninh Hạ Hồi tộc tự trị Khu Nhân dân Chính phủ Chủ tịch) được bầu cử bởi Đại hội Đại biểu Nhân dân Khu tự trị dân tộc Hồi Ninh Hạ, lãnh đạo bởi thành viên của Đảng Cộng sản Trung Quốc. Cán bộ, công chức lãnh đạo, là Chủ tịch Chính phủ Nhân dân Khu tự trị dân tộc Hồi Ninh Hạ có cấp bậc Chính Tỉnh - Bộ, hàm Bộ trưởng, thường là Ủy viên Ủy ban Trung ương Đảng Cộng sản Trung Quốc các khóa, chức vụ tên gọi khác của Tỉnh trưởng Chính phủ Nhân dân. Chủ tịch Chính phủ Nhân dân Khu tự trị là lãnh đạo thứ hai của Khu tự trị, đứng sau Bí thư Khu ủy. Chủ tịch Chính phủ Nhân dân Khu tự trị dân tộc Hồi Ninh Hạ đồng thời là Phó Bí thư Khu ủy Khu tự trị dân tộc Hồi Ninh Hạ.
Trong lịch sử Cộng hòa Nhân dân Trung Hoa, chức vụ Chủ tịch Chính phủ Nhân dân Khu tự trị dân tộc Hồi Ninh Hạ có các tên gọi là Chủ tịch Chính phủ Nhân dân tỉnh Ninh Hạ (1949 - 1954), Tỉnh trưởng Ủy ban Nhân dân tỉnh Ninh Hạ (1955 - 1958), Chủ tịch Chính phủ Nhân dân Khu tự trị dân tộc Hồi Ninh Hạ (1958 - 1968), Chủ nhiệm Ủy ban Cách mạng Khu tự trị dân tộc Hồi Ninh Hạ (1968 - 1979), và quay lại là Chủ tịch Chính phủ Nhân dân Khu tự trị dân tộc Hồi Ninh Hạ (1979 đến nay). Tất cả các tên gọi này dù khác nhau nhưng cùng có ý nghĩa là Thủ trưởng Hành chính Khu tự trị dân tộc Hồi Ninh Hạ, tức nghĩa tương ứng với Tỉnh trưởng Chính phủ Nhân dân.
Chủ tịch Chính phủ Nhân dân Khu tự trị dân tộc Hồi Ninh Hạ hiện tại là đồng chí Hàm Huy.

## Lịch sử

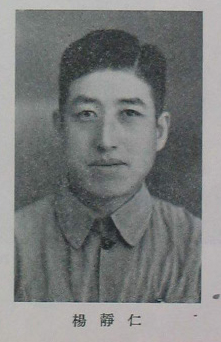
Dương Tĩnh Nhân (1908 – 2001), Phó Tổng lý Quốc vụ viện, Lãnh đạo cấp Phó Quốc gia, Chủ tịch Hồi Ninh Hạ (1960 – 1968).

Ninh Hạ là một tỉnh thuộc Cộng hòa Nhân dân Trung Hoa khi nước độc lập năm 1949. Từ năm 1954 đến 1958, Ninh Hạ được sáp nhập vào Cam Túc. Vào năm 1958, Ninh Hạ được tách ra và chuyển đổi thành Khu tự trị dân tộc Hồi Ninh Hạ. Quyết định này được đưa ra do người Hồi là một trong những dân tộc thiểu số lớn nhất ở Trung Hoa, và tập trung nhiều ở Ninh Hạ, tuy nhiên người Hồi vẫn chỉ chiếm thiểu số trong dân số Ninh Hạ. Theo số liệu năm 2010, người Hồi chiếm 38% dân số Ninh Hạ, và người Hán chiếm 62%. Hán chiếm Năm 2018, Ninh Hạ là đơn vị hành chính đông thứ ba mươi về số dân, đứng thứ hai mươi chín về kinh tế Trung Quốc với 6,8 triệu dân, tương đương với El Salvador và GDP danh nghĩa đạt 232,7 tỉ NDT (36,9 tỉ USD) tương ứng với Latvia. Ninh Hạ có chỉ số GDP đầu người đứng thứ mười lăm đạt 54.094 NDT (tương ứng 8.175 USD).

### Thời kỳ đầu
Giai đoạn 1950 – 1958, Ninh Hạ là một trong những nơi xảy ra Nổi dậy Hồi giáo Quốc dân Đảng, thuộc về Trung Quốc Quốc dân Đảng với lực lượng Hồi giáo Trung Quốc chống lại Cộng hòa Nhân dân Trung Hoa. Trong thời gian này, tại Ninh Hạ, các cổ vật của Trung Quốc có niên đại từ triều đại nhà Đường và nhà Tống, một số trong đó thuộc sở hữu của Hoàng đế Tống Chân Tông đã được khai quật và sau đó đến tay Mã Hồng Quỳ, Chủ tịch Chính phủ tỉnh Ninh Hạ (1931 – 1948), từ chối công khai những phát hiện này. Tất cả được mang đến Đài Loan năm 1971 cho Tưởng Giới Thạch, đặt tại Bảo tàng Cố cung Quốc gia.
Từ năm 1949 đến 1954, Chủ tịch Chính phủ Nhân dân tỉnh Ninh Hạ gồm Phan Tự Lực (1949 – 1951), Hình Triệu Đường (1951 – 1954), cả hai đều là người Hán. Phan Tự Lực là Lãnh đạo Ninh Hạ đầu tiên, sau khi Cách mạng Văn hóa nổ ra, ông đã bị chỉ trích và thanh trừng. Ông qua đời vào ngày 22 tháng 5 năm 1972, tại Trường Cán bộ Ngũ Thất, huyện Hoắc Châu, Sơn Tây. 

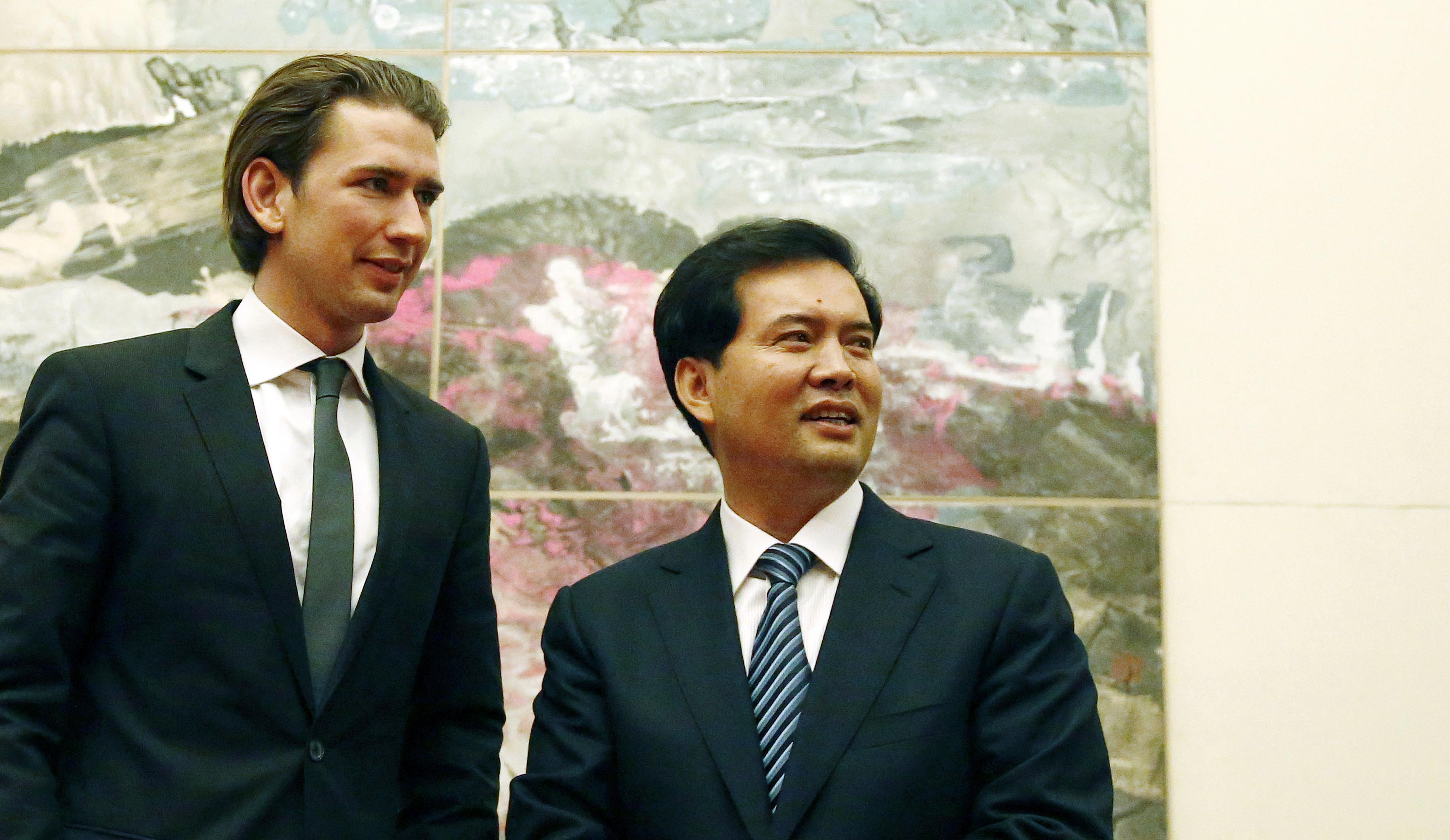
Phó Chủ tịch Chính Hiệp Trung Quốc Vương Chính Vĩ và Thủ tướng Áo thứ 25 Sebastian Kurz gặp gỡ.

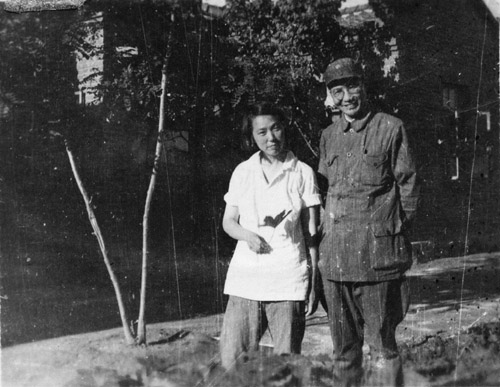
Ảnh ngày cưới Phan Tự Lực và vợ Dao Thục Hiền năm 1946, trước khi trở thành Chủ tịch Ninh Hạ, chụp bởi Nhiếp ảnh gia Chiến tranh Sa Phi.

Từ năm 1958 đến năm 1968, cơ quan quản lý hành chính Ninh Hạ có tên là Ủy ban Nhân dân Khu tự trị dân tộc Hồi Ninh Hạ, với hai Tỉnh trưởng là Lưu Các Bình (1958 – 1960) và Dương Tĩnh Nhân (1960 – 1968). Giai đoạn này là thời điểm đầu tiên mà Khu tự trị thành lập, khi cả hai Tỉnh trưởng đều là người Hồi. Lưu Các Bình (1904 – 1992) sau đó là Ủy viên Ủy ban Chính phủ Nhân dân Trung ương Trung Quốc, tương đương với Ủy viên Quốc vụ ngày nay. Còn Dương Tĩnh Nhân (1908 – 2001) là cán bộ cao cấp nhất từng có từ 1949 đến 2020 từng có của Ninh Hạ, sau đó dần kiên qua các chức vụ, Bí thư Khu ủy Khu tự trị dân tộc Hồi Ninh Hạ, Chủ nhiệm Ủy ban Các vấn đề Dân tộc Nhà nước Trung Quốc, Trưởng Ban Công tác Mặt trận Thống nhất Trung ương Đảng Cộng sản Trung Quốc, Phó Tổng lý Quốc vụ viện Cộng hòa Nhân dân Trung Hoa, Phó Chủ tịch thứ nhất Ủy ban Toàn quốc Hội nghị Hiệp thương Chính trị Nhân dân Trung Quốc, Lãnh đạo cấp Phó Quốc gia. Ông cũng đặc biệt khi là người Hồi duy nhất từng là Bí thư Khu ủy Khu tự trị dân tộc Hồi Ninh Hạ.
Giai đoạn 1968 – 1979, Ủy ban Cách mạng Khu tự trị dân tộc Hồi Ninh Hạ là cơ quan quản lý hành chính, với Chủ nhiệm Khang Kiện Dân Thiếu tướng (1968 – 1977) và Hoắc Sĩ Liêm (1977 – 1979), là người Hán. Theo đặc điểm của thời kỳ Đại Cách mạng Văn hóa vô sản, các ông đều kiêm nhiệm vị trí Bí thư Khu ủy Khu tự trị dân tộc Hồi Ninh Hạ. Năm 1969, biên giới Ninh Hạ được mở rộng về phía Bắc chiếm một phần của khu tự trị Nội Mông, nhưng đã dời về như cũ vào năm 1979.

### Từ 1979
Từ năm 1979, Chính phủ Nhân dân Khu tự trị dân tộc Hồi Ninh Hạ được thành lập. Giai đoạn 1979 – 2020, Khu tự trị dân tộc Hồi Ninh Hạ có bảy Chủ tịch Chính phủ Nhân dân Khu tự trị dân tộc Hồi Ninh Hạ, hai người phụ nữ, bao gồm Mã Tín (1980 – 1983), Hắc Bá Lý (1983 – 1986), Bạch Lập Thầm (1986 – 1997), Mã Khải Trí (1997 – 2007), Vương Chính Vĩ (2007 – 2013), Lưu Tuệ (2013 – 2016), Hàm Huy (2016 – nay).

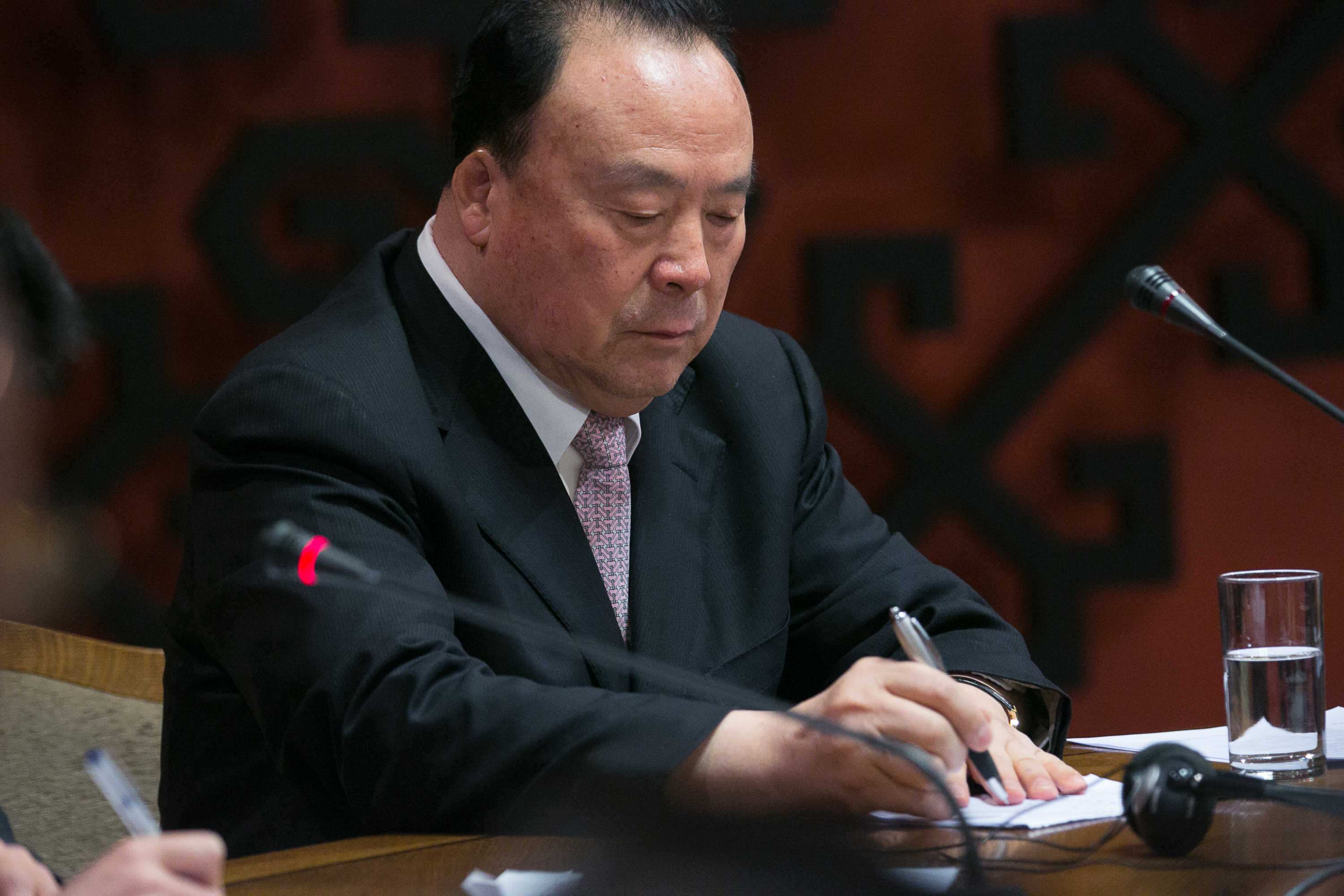
Bạch Lập Thầm (1941), Phó Chủ tịch Chính Hiệp, Chủ tịch Hồi Ninh Hạ (1986 – 1997).

Trong giai đoạn này, các Chủ tịch Chính phủ Nhân dân Khu tự trị dân tộc Hồi Ninh Hạ quê quán ở nhiều tỉnh thành khác nhau nhưng đều là người Hồi, là lãnh đạo vị trí thứ hai của Ninh Hạ, lãnh đạo vị trí thứ nhất của Ninh Hạ là Bí thư Khu ủy Khu tự trị dân tộc Hồi Ninh Hạ, được bổ nhiệm bởi Trung ương, là những người Hán. Có hai Chủ tịch nữ là Lưu Tuệ và Hàm Huy. Các Chủ tịch thường quản lý hành chính tỉnh, sau đó chuyển về Trung ương, công tác ở Ủy ban Dân tộc của Đại hội đại biểu Nhân dân Toàn quốc Trung Quốc, Ủy ban Các vấn đề Dân tộc Nhà nước Trung Quốc. Lưu Tuệ sinh năm 1959, chưa đến tuổi nghỉ hưu, thông thường được giao trọng trách công tác, bổ nhiệm vị trí cao nhưng hiện tại đang là Phó Bí thư Ban Cán sự Đảng Ủy ban Các vấn đề Dân tộc Nhà nước Trung Quốc, là Ủy viên Ủy ban Trung ương Đảng Cộng sản Trung Quốc khóa XVIII nhưng không trúng cử Ủy viên Ủy ban Trung ương Đảng Cộng sản Trung Quốc khóa XIX. Năm 2019, Mã Khải Trí và Hàm Huy là Ủy viên Ủy ban Trung ương Đảng Cộng sản Trung Quốc khóa XIX, với Vương Chính Vĩ là Phó Chủ tịch Ủy ban Toàn quốc Hội nghị Hiệp thương Chính trị Nhân dân Trung Quốc.

## Danh sách Chủ tịch Chính phủ Nhân dân Khu tự trị dân tộc Hồi Ninh Hạ
Từ năm 1949 tính đến hiện tại, Chính phủ Nhân dân Khu tự trị dân tộc Hồi Ninh Hạ có 13 Chủ tịch Chính phủ Nhân dân.
| STT                                                                     | Đồng chí                                               | Quê quán                                               | Sinh năm                                               | Dân tộc                                                | Nhiệm kỳ                                               | Chức vụ về sau (gồm hiện) quan trọng | Chức vụ trước, tình trạng                                                                            |
| Chủ tịch Chính phủ Nhân dân tỉnh Ninh Hạ (1949 - 1954)                  | Chủ tịch Chính phủ Nhân dân tỉnh Ninh Hạ (1949 - 1954) | Chủ tịch Chính phủ Nhân dân tỉnh Ninh Hạ (1949 - 1954) | Chủ tịch Chính phủ Nhân dân tỉnh Ninh Hạ (1949 - 1954) | Chủ tịch Chính phủ Nhân dân tỉnh Ninh Hạ (1949 - 1954) | Chủ tịch Chính phủ Nhân dân tỉnh Ninh Hạ (1949 - 1954) | Chủ tịch Chính phủ Nhân dân tỉnh Ninh Hạ (1949 - 1954) | Chủ tịch Chính phủ Nhân dân tỉnh Ninh Hạ (1949 - 1954)                                               |
| ----------------------------------------------------------------------- | ------------------------------------------------------ | ------------------------------------------------------ | ------------------------------------------------------ | ------------------------------------------------------ | ------------------------------------------------------ | --- | --- |
| 1                                                                       | Phan Tự Lực                                            | Vị Nam Thiểm Tây                                       | 1904 - 1972                                            | Người Hán                                              | 10/1949 - 10/1951                                      | Nguyên Bí thư Tỉnh ủy tỉnh Ninh Hạ (đã chuyển thành Khu tự trị), Nguyên Bí thư Tỉnh ủy tỉnh Thiểm Tây, Nguyên Đại sứ Trung Quốc tại Cộng hòa Dân chủ Nhân dân Triều Tiên, Nepal, Ấn Độ và Liên Xô. | Thủ trưởng hành chính đầu tiên của Ninh Hạ. Qua đời năm 1974 tại Lâm Phần.                           |
| 2                                                                       | Hình Triệu Đường                                       | Thông Vị Cam Túc                                       | 1894 - 1961                                            | Người Hán                                              | 10/1951 - 08/1954                                      | Nguyên Chủ tịch Chính phủ Nhân dân tỉnh Ninh Hạ. | Mất năm 1961 tại Trịnh Châu.                                                                         |
| Sáp nhập vào Cam Túc thời gian 1954 - 1958.                             |                                                        |                                                        |                                                        |                                                        |                                                        | | |
| Chủ tịch Ủy ban Nhân dân Khu tự trị dân tộc Hồi Ninh Hạ (1958 - 1968)   |                                                        |                                                        |                                                        |                                                        |                                                        | | |
| 3                                                                       | Lưu Các Bình                                           | Mạnh Thôn Hà Bắc                                       | 1904 - 1992                                            | Người Hồi                                              | 04/1958 - 09/1960                                      | Nguyên Bí thư Tỉnh ủy tỉnh Sơn Tây, Nguyên Tỉnh trưởng Chính phủ Nhân dân tỉnh Sơn Tây, Nguyên Chính ủy Quân khu Bắc Kinh, Nguyên Ủy viên Ủy ban Chính phủ Nhân dân Trung ương Trung Quốc (nay là Quốc vụ viện), Nguyên Hiệu trưởng Đại học Dân tộc Trung Quốc. | Nguyên Chủ tịch tạm thời (04 - 10/1958), tách Ninh Hạ và Cam Túc. Mất năm 1992 tại Bắc Kinh.         |
| 4                                                                       | Dương Tĩnh Nhân                                        | Lan Châu Cam Túc                                       | 1908 - 2001                                            | Người Hồi                                              | 10/1960 - 04/1968                                      | Nguyên Phó Chủ tịch thứ nhất Ủy ban Toàn quốc Hội nghị Hiệp thương Chính trị Nhân dân Trung Quốc, Nguyên Phó Tổng lý Quốc vụ viện Cộng hòa Nhân dân Trung Hoa, Nguyên Chủ nhiệm Ủy ban Các vấn đề Dân tộc Nhà nước Trung Quốc, Nguyên Bí thư Khu ủy Khu tự trị dân tộc Hồi Ninh Hạ, Nguyên Trưởng Ban Công tác Mặt trận Thống nhất Trung ương Đảng Cộng sản Trung Quốc. | Lãnh đạo cấp Phó Quốc gia. Mất năm 2001 tại Bắc Kinh.                                                |
| Chủ nhiệm Ủy ban Cách mạng Khu tự trị dân tộc Hồi Ninh Hạ (1968 - 1979) |                                                        |                                                        |                                                        |                                                        |                                                        | | |
| 5                                                                       | Khang Kiện Dân                                         | Lan Châu Cam Túc                                       | 1916 - 1977                                            | Người Hán                                              | 04/1968 - 01/1977                                      | Thiếu tướng Giải phóng quân Nhân dân Trung Quốc, Nguyên Bí thư Khu ủy Khu tự trị dân tộc Hồi Ninh Hạ. | Qua đời năm 1977 tại Ngân Xuyên.                                                                     |
| 6                                                                       | Hoắc Sĩ Liêm                                           | Hãn Châu Sơn Tây                                       | 1909 - 1996                                            | Người Hán                                              | 01/1977 - 12/1979                                      | Nguyên Bộ trưởng Bộ Nông nghiệp Trung Quốc, Nguyên Bí thư Tỉnh ủy tỉnh Thiểm Tây, Nguyên Bí thư Tỉnh ủy tỉnh Sơn Tây, Nguyên Bí thư Khu ủy Khu tự trị dân tộc Hồi Ninh Hạ, Nguyên Tỉnh trưởng Chính phủ Nhân dân tỉnh Chiết Giang. | Qua đời năm 1996 tại Bắc Kinh.                                                                       |
| Chủ tịch Chính phủ Nhân dân Khu tự trị dân tộc Hồi Ninh Hạ (1979 - nay) |                                                        |                                                        |                                                        |                                                        |                                                        | | |
| 7                                                                       | Mã Tín                                                 | Trương Gia Khẩu, Hà Bắc                                | 1915 - 1999                                            | Người Hồi                                              | 01/1980 - 02/1983                                      | Nguyên Chủ tịch Chính phủ Nhân dân Khu tự trị dân tộc Hồi Ninh Hạ. | Qua đời năm 1999 tại Bắc Kinh.                                                                       |
| 8                                                                       | Hắc Bá Lý                                              | Lâm Thanh, Sơn Đông                                    | 1918 - 2015                                            | Người Hồi                                              | 02/1983 - 07/1986                                      | Nguyên Ủy viên Ủy ban Thường vụ Đại hội Đại biểu Nhân dân Toàn quốc Cộng hòa Nhân dân Trung Hoa. | Qua đời năm 2015 tại Bắc Kinh.                                                                       |
| 9                                                                       | Bạch Lập Thầm                                          | Lăng Nguyên Liêu Ninh                                  | 1941                                                   | Người Hồi                                              | 07/1986 - 09/1997                                      | Nguyên Phó Chủ tịch Ủy ban Toàn quốc Hội nghị Hiệp thương Chính trị Nhân dân Trung Quốc, Nguyên Chủ nhiệm Hợp tác xã Cung ứng Tiêu thụ Toàn quốc Trung Quốc. | Trước đó là Phó Chủ tịch Chính phủ Nhân dân Khu tự trị dân tộc Hồi Ninh Hạ.                          |
| 10                                                                      | Mã Khải Trí                                            | Kính Nguyên Ninh Hạ.                                   | 1943                                                   | Người Hồi                                              | 09/1997 - 05/2007                                      | Nguyên Chủ nhiệm Ủy ban Dân tộc của Đại hội đại biểu Nhân dân Toàn quốc Trung Quốc. | Trước đó là Phó Bí thư Khu ủy Khu tự trị dân tộc Hồi Ninh Hạ.                                        |
| 11                                                                      | Vương Chính Vĩ                                         | Ngô Trung Ninh Hạ.                                     | 1957                                                   | Người Hồi                                              | 05/2007 - 06/2013                                      | Ủy viên Ủy ban Trung ương Đảng Cộng sản Trung Quốc khóa XIX, Phó Chủ tịch Ủy ban Toàn quốc Hội nghị Hiệp thương Chính trị Nhân dân Trung Quốc, Nguyên Chủ nhiệm Ủy ban Các vấn đề Dân tộc Nhà nước Trung Quốc. | Trước đó là Phó Chủ tịch Thường trực Chính phủ Nhân dân Khu tự trị dân tộc Hồi Ninh Hạ               |
| 12                                                                      | Lưu Tuệ                                                | Thiên Tân                                              | 1959                                                   | Người Hồi                                              | 03/2013 - 06/2016                                      | Phó Bí thư Ban Cán sự Đảng Ủy ban Các vấn đề Dân tộc Nhà nước Trung Quốc. | Đồng chí Nữ. Trước đó là Phó Chủ tịch Thường trực Chính phủ Nhân dân Khu tự trị dân tộc Hồi Ninh Hạ. |
| 13                                                                      | Hàm Huy.                                               | An Định Cam Túc                                        | 1958                                                   | Người Hồi                                              | 07/2016 -                                              | Ủy viên Ủy ban Trung ương Đảng Cộng sản Trung Quốc khóa XIX, Phó Bí thư Khu ủy Khu tự trị dân tộc Hồi Ninh Hạ, Chủ tịch Chính phủ Nhân dân Khu tự trị dân tộc Hồi Ninh Hạ. | Đồng chí Nữ. Trước đó là Phó Tỉnh trưởng Chính phủ nhân dân tỉnh Cam Túc, thường trực.               |

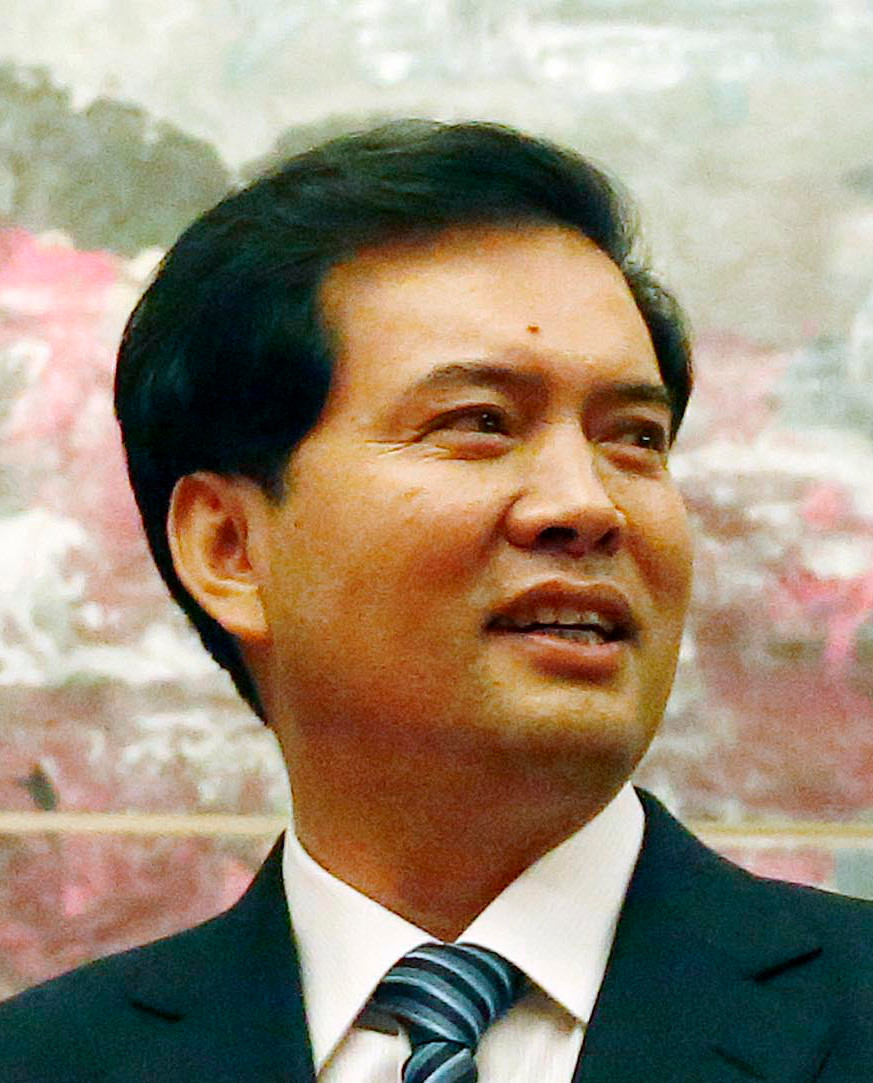
Vương Chính Vĩ (1957 -), Ủy viên Ủy ban Trung ương Đảng Cộng sản Trung Quốc khóa XIX, Phó Chủ tịch Ủy ban Toàn quốc Hội nghị Hiệp thương Chính trị Nhân dân Trung Quốc nguyên Chủ tịch Chính phủ Nhân dân Khu tự trị dân tộc Hồi Ninh Hạ (2007 - 2013).
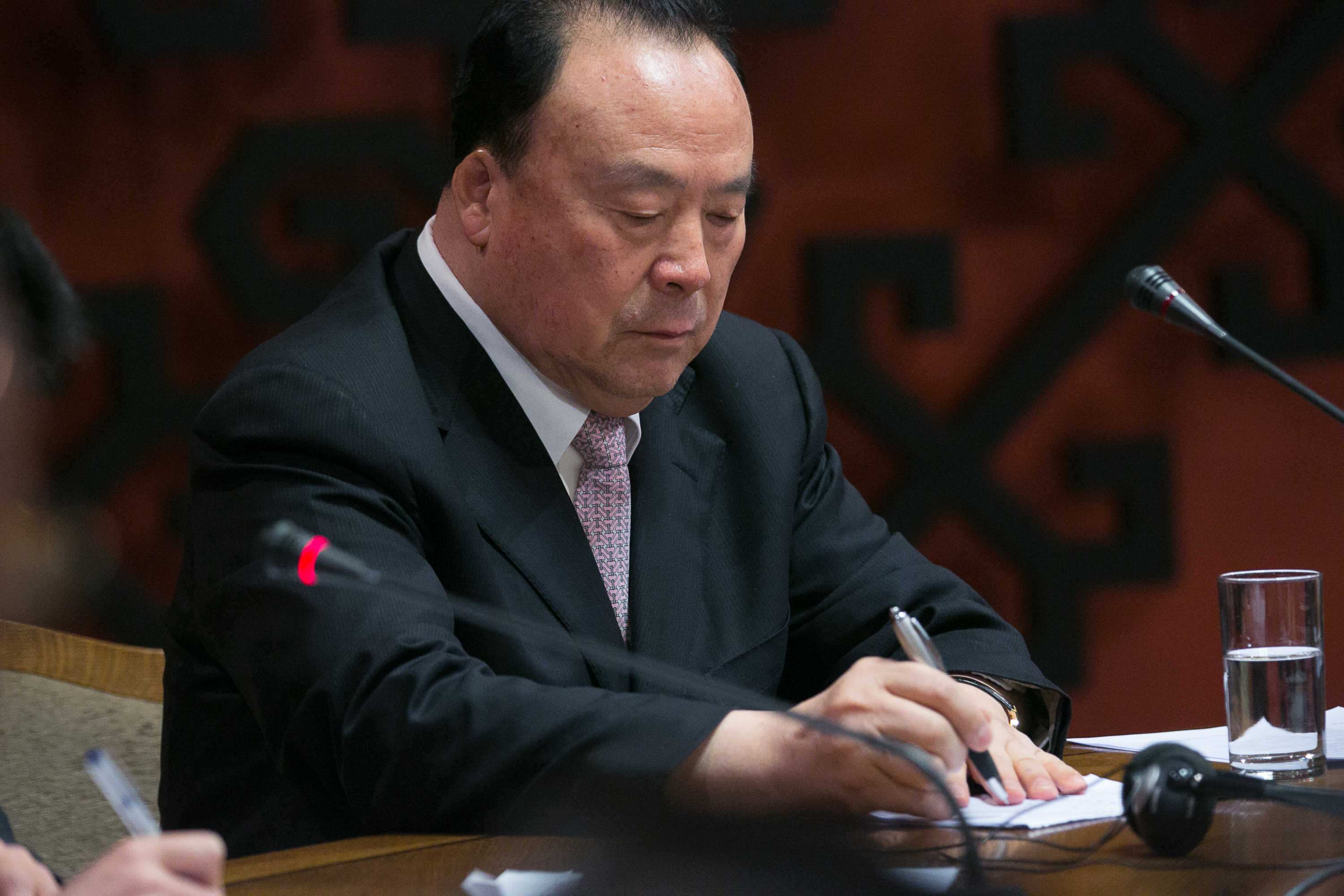
Bạch Lập Thầm (1941 -), Phó Chủ tịch Ủy ban Toàn quốc Hội nghị Hiệp thương Chính trị Nhân dân Trung Quốc nguyên Chủ tịch Chính phủ Nhân dân Khu tự trị dân tộc Hồi Ninh Hạ (1986 - 1997).
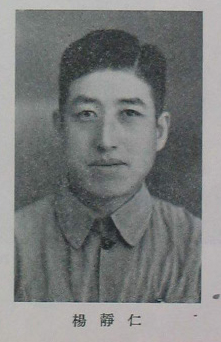
Dương Tĩnh Nhân (1908 - 2001), Phó Chủ tịch thứ nhất Ủy ban Toàn quốc Hội nghị Hiệp thương Chính trị Nhân dân Trung Quốc, Phó Tổng lý Quốc vụ viện Cộng hòa Nhân dân Trung Hoa, Chủ nhiệm Ủy ban Cách mạng Khu tự trị dân tộc Hồi Ninh Hạ (1960 - 1968).
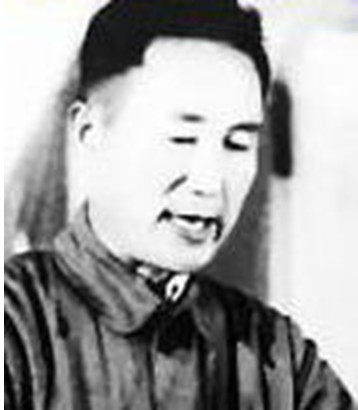
Lưu Các Bình (1904 - 1992), Ủy viên Ủy ban Chính phủ Nhân dân Trung ương Trung Quốc, Chủ nhiệm Ủy ban Cách mạch Khu tự trị dân tộc Hồi Ninh Hạ (1958 - 1960).
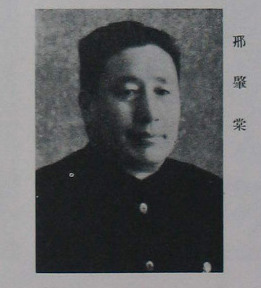
Hình Triệu Đường (1894 - 1961), Chủ tịch Chính phủ Nhân dân tỉnh Ninh Hạ (1951 - 1954).
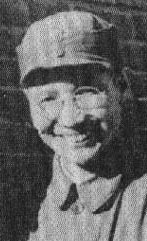
Phan Tự Lực (1904 - 1972), Chủ tịch Chính phủ Nhân dân tỉnh Ninh Hạ đầu tiên (1949 - 1951).

## Tên gọi khác của chức vụ Chủ tịch Chính phủ Nhân dân Khu tự trị

#### Chủ tịch Chính phủ Nhân dân tỉnh Ninh Hạ (1949 - 1954)

Ninh Hạ

- Phan Tự Lực, nguyên Chủ tịch Chính phủ Nhân dân tỉnh Ninh Hạ (1949 - 1951).
- Hình Triệu Đường, nguyên Chủ tịch Chính phủ Nhân dân tỉnh Ninh Hạ (1949 - 1951).

#### Chủ tịch Chính phủ Nhân dân Khu tự trị dân tộc Hồi Ninh Hạ (1958 - 1958)
- Lưu Các Bình, nguyên Chủ tịch Ủy ban Nhân dân Khu tự trị dân tộc Hồi Ninh Hạ (1958 - 1960).
- Dương Tĩnh Nhân, nguyên Chủ tịch Ủy ban Nhân dân Khu tự trị dân tộc Hồi Ninh Hạ (1960 - 1968).

#### Chủ nhiệm Ủy ban Cách mạng Khu tự trị dân tộc Hồi Ninh Hạ (1968 - 1979)
- Khang Kiện Dân, nguyên Chủ nhiệm Ủy ban Cách mạng Khu tự trị dân tộc Hồi Ninh Hạ (1968 - 1977).
- Hoắc Sĩ Liêm, nguyên Chủ nhiệm Ủy ban Cách mạng Khu tự trị dân tộc Hồi Ninh Hạ (1977 - 1979).

## Các lãnh đạo cao cấp Trung Quốc từng là Thủ trưởng hành chính Ninh Hạ

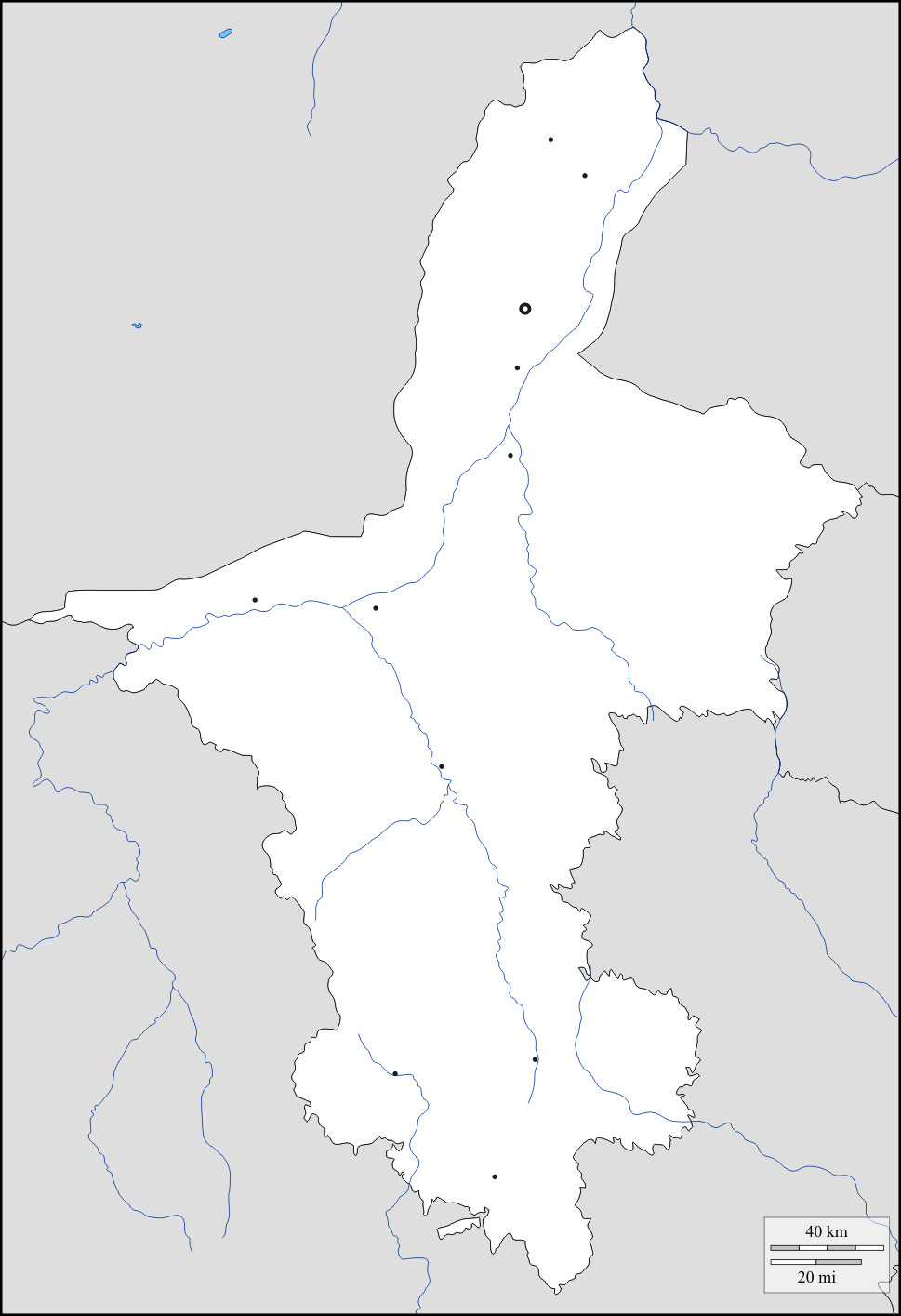
Bản đồ Ninh Hạ

Trong quãng thời gian từ năm 1949 đến nay, Chính phủ Nhân dân Khu tự trị dân tộc Hồi Ninh Hạ với đồng chí Dương Tĩnh Nhân là thủ trưởng hành chính cao cấp nhất từng có, lãnh đạo hành chính Ninh Hạ từ năm 1960 đến năm 1968.
- Dương Tĩnh Nhân (1913 - 1989), nguyên Phó Chủ tịch thứ nhất Ủy ban Toàn quốc Hội nghị Hiệp thương Chính trị Nhân dân Trung Quốc, nguyên Phó Tổng lý Quốc vụ viện Cộng hòa Nhân dân Trung Hoa, nguyên Chủ nhiệm Ủy ban Các vấn đề Dân tộc Nhà nước Trung Quốc, nguyên Bí thư Khu ủy Khu tự trị dân tộc Hồi Ninh Hạ, nguyên Trưởng Ban Công tác Mặt trận Thống nhất Trung ương Đảng Cộng sản Trung Quốc.